# 三元庵 (北京三元桥)
三元庵，位于北京市朝阳区三元桥附近，是一座汉传佛教寺院。现已无存。

## 简介
1946年，北平市民政局调查北平市寺庙，记载三元庵位于“东郊四分署三元庵二十六号”，创建年代“失考，康熙二年重修，公建。”该庙的面积为“东西十丈五尺，南北十六丈。佛殿瓦房六间，瓦房三间；附属土地六亩。”管理使用情况是“牛德山看管作为办公用。”法物有“佛像泥制大小二十六尊，佛前花瓶两对，铁香炉两个，铁钟一个。”
《北京市朝阳区地名志》中的“三元桥”条目说：“因附近原有三元庵故以三元定桥名”。郭学棣在《朝阳文史》第7期发表文章说：“三元庵，是供奉关公的两层殿庙。在建三元里住宅小区时，前殿被拆，后殿残存，笔者有幸目睹，如今也早已没有踪影了。”
也有说法认为，三元庵的“三元”应指天官、地官、水官，合称“三官”或者“三元大帝”。